# Augustinregeln

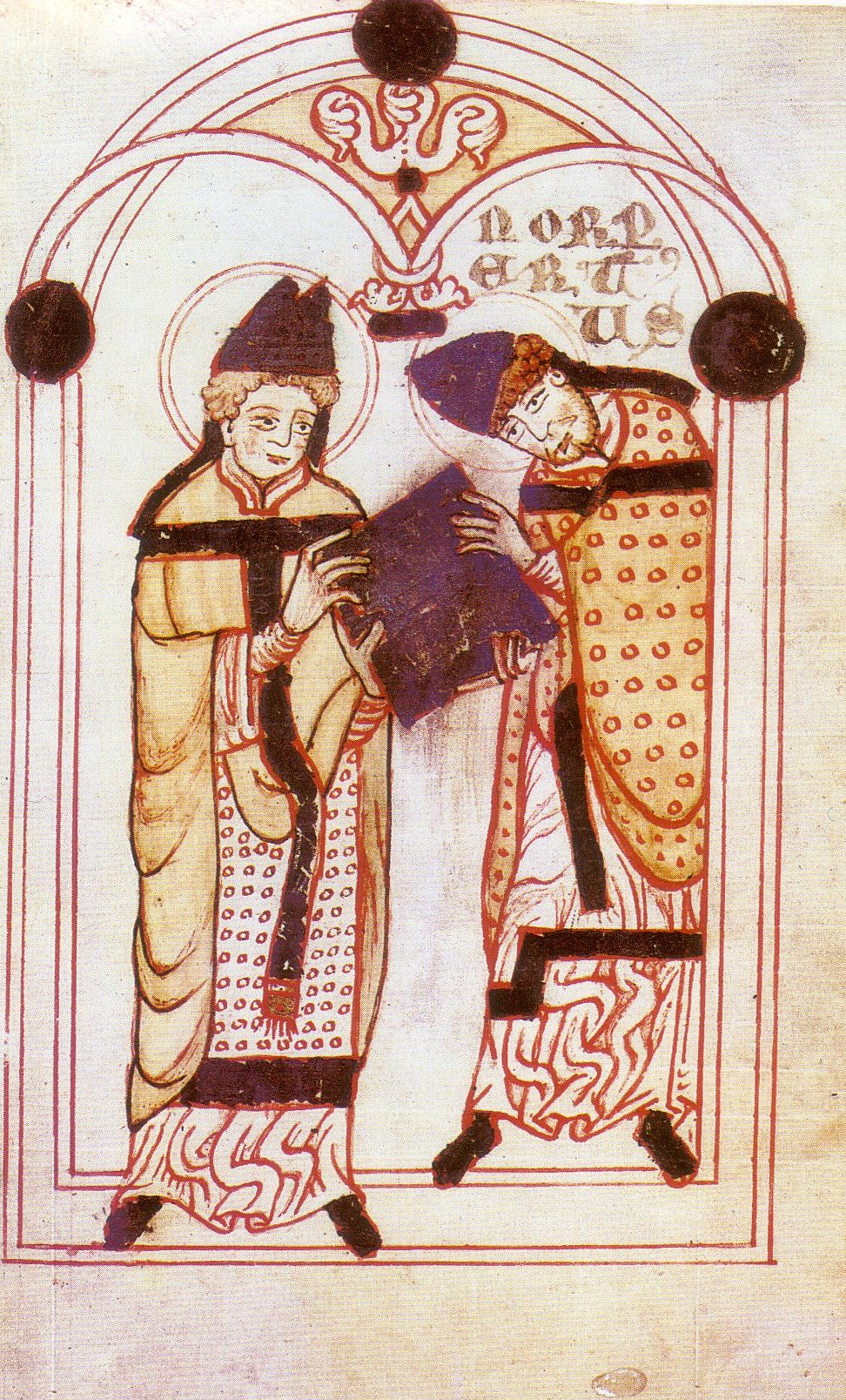
Augustinus överlämnar sin regel till Norbertus (premonstratensorden)

Augustinus regel kallas den klosterregel som skrevs av Augustinus i slutet av 300-talet. Regeln åtföljs av en mängd olika katolska ordnar som alla strävar efter att leva som i de urkristna församlingarna. Regeln finns i en manlig och en kvinnlig version.
Regeln lyder i sin version som riktas till kvinnor:

"Framför allt, mina kära systrar, älska Gud och därefter nästan. Detta är det främsta budet.
Här följer nu de föreskrifter som de som lever i klostret skall rätta sig efter.
För det första: lev endräktigt tillsammans eftersom ni har samlats till en gemenskap. Ni bör vara ett hjärta och en själ i Herren.
Ingen må kalla något för sitt eget, utan allt skall vara gemensam egendom. Priorinnan skall dela ut mat och kläder åt var och en, men inte lika mycket åt alla, eftersom ni inte är lika starka, utan efter vars och ens behov. Det står ju skrivet i Apostlagärningarna att de hade allting gemensamt, och man delade ut så att var och en fick vad han behövde. (4:32-37)
De som hade ägodelar i världen när de kom till klostret må med glädje låta dem bli gemensam egendom. De däremot, som ingenting ägde, bör inte i klostret söka det som de inte kunnat få ute i världen. Men de bör i sin svaghet få vad som är nödvändigt, även om de dessförinnan var så fattiga att de inte hade vad de behövde. Men givetvis bör de inte skatta sig lyckliga enbart därför att de nu får mat som de inte kunnat få förut."